# GMAジャパン
GMAジャパン株式会社（英文社名；GMA JAPAN Co.,Ltd.）は、東京都港区に本社を置く日本の芸能プロダクション、音楽出版社、広告代理店、ゴルフ用品メーカー、飲食店運営会社。2014年11月に社名を変更した、旧社名は「GMAエンタープライズ株式会社」（GMA ENTERPRISE Inc.）。
飲食事業はレストラン「GINZA KOSO」、「芝KOSO」の運営支援を行う。

## 概要
タレントのマネジメントや音楽著作権の管理、テレビ番組の制作、飲食店の経営など事業内容は多岐に渡る。他にもゴルフ用品メーカーGMAの広告代理店を務め、プロゴルファー尾崎健夫、立山光広ら数名と契約している。

## 所属タレント
※2012年5月時点

### 音楽事業部
- Battle Cry
- 長谷川浩二
- class

### 芸能事業部
- 宮下裕子
- 伊藤みちる
- 吉田柔理

### GMA用品契約プロ
- 尾崎健夫
- 立山光広
- 井上信
- 神山隆志
- 堺谷和将
- 市原達彦

## かつて所属していたタレント
- エリア.91
- 大櫛エリカ
- 岡田佑里恵
- 久保歌菜
- 冴木みれい
- Flare
- Motoka
- 渡辺智華

## 製作番組
- GOLF武勇伝（サンテレビ、ゴルフネットワーク）

## 関連会社
- ティーティーオー株式会社
- ゴルフシミュレーションバー/カラオケルーム「GMA8」
- レストラン「GINZA KOSO」
- レストラン「芝KOSO」
- 音楽レーベル「Battle Cry Sound」